# Ksar Chellala
Ksar Chellala (în arabă قصر الشلالة) este o comună din provincia Tiaret, Algeria.
Populația comunei este de 52.753 de locuitori (2008).